# Eredeti tőkefelhalmozás
Az eredeti tőkefelhalmozás a kapitalizmus, a tőkés társadalmi-gazdasági rendszer kialakulásának az a folyamata, amelynek során kialakul a termelési eszközök tulajdonosainak, a tőkéseknek az osztálya, a burzsoázia, valamint a termelési eszközöktől megfosztott bérmunkások osztálya, a munkásosztály. Ez utóbbi a parasztságnak a földtől, a kisárutermelőknek a termelési eszközeiktől való megfosztása útján jött létre. Ez a folyamat gyakran belső vagy külső erőszak alkalmazásával, a háborúk, a rabszolgaság, a gyarmatosítás révén ment végbe.
A fogalom elsősorban a marxista közgazdaságtanban és társadalomfilozófiában használatos, de számos polgári közgazdász, filozófus is alkalmazza, míg mások tagadják létezését. 
Az egykori szocialista országokban a rendszerváltás után, a piacgazdaságra történő áttérés során az eredeti tőkefelhalmozásnak egy sajátos, késői formája zajlott le.

## A fogalom kialakulása, tartalma
A klasszikus közgazdaságtan kiemelkedő alakja, Adam Smith a tőke primitív vagy eredeti felhalmozásáról szólva a folyamatot békés jellegűnek írta le, amelynek során a dolgozók egy része a többieknél szorgalmasabban dolgozott és fokozatosan vagyont halmozott fel, a kevésbé szorgalmasak pedig idővel kénytelenek voltak elfogadni, hogy bérmunkásként, fizetségért dolgozzanak másoknak. Karl Marx „gyerekesnek” nevezte ezt az elgondolást, amely gyakorlatilag a teológiai bűnbeeséshez hasonlóan magyarázza a tőkések és a munkások osztályának elválását egymástól.
Marx ezzel szemben kifejti, hogy a tőke létrejöttéhez két igen különböző árubirtokosnak kellett kapcsolatba lépnie egymással: a pénz, a termelési eszközök tulajdonosainak, illetve a szabad munkásoknak. A pénz, a termelési eszköz ugyanis önmagában nem tőke, csak akkor, ha vele szemben megjelenik az idegen munkaerő, aminek a kizsákmányolása révén azt működtetni lehet. A munkásoknak ehhez kettős értelemben kell szabadoknak lenniük: egyrészt nem rabszolgák vagy jobbágyok, azaz személyükben nem tartoznak a termelési eszközökhöz, másrészt maguk nem is rendelkeznek termelési eszközökkel, mint a gazdálkodó paraszt vagy a kisiparos. Ha létrejött az árupiacnak ez a két pólusa, akkor adottak a tőkés termelés alapfeltételei; a tőkés termelés aztán ezt az elválasztást fenntartja és növekvő mértékben újratermeli.
Az eredeti tőkefelhalmozás tehát az a folyamat, ami létrehozza a tőkeviszonyt, azaz a magántulajdonban lévő pénz és a termelési eszközök tőkévé válnak azáltal, hogy velük szemben létrejön a termelőeszközöktől „megszabadított” munkások osztálya.

## A folyamat története
Az eredeti tőkefelhalmozás tipikus példáját a 16. századi angliai gazdasági folyamatok jelentették. Itt a községi, addig közösségi tulajdonban lévő földeket, valamint a reformáció során a katolikus egyház birtokait, és állami földeket is kisajátítottak és magántulajdonba adtak, majd az addigi kistermelőket szigorú törvényekkel kényszerítették a tőkés üzemekbe bérmunkásnak. A folyamat további lépései voltak a munkabér és a munkaidő állami szabályozása, a tőkés bérleti rendszer kialakítása a mezőgazdaságban, az addig felhalmozódott uzsoratőke, kereskedelmi tőke nagy részének ipari tőkévé válása, a tőkés ipar fejlődésének útjában álló céhkorlátok megszüntetése volt, majd a kereskedelmi háborúk és a gyarmati rendszer kialakítása révén az eredeti tőkefelhalmozás az egész világra kiterjedt.

## Eredeti tőkefelhalmozás a rendszerváltás után az egykori szocialista országokban és Magyarországon
A rendszerváltás után a tőkés piacgazdaság, a kapitalizmus helyreállításának fő eszköze az egykori szocialista országokban és Magyarországon is a privatizáció volt, ami gyakorlatilag megfelelt az eredeti tőkefelhalmozásnak az adott történelmi körülmények között. A privatizáció révén az állami és szövetkezeti tulajdon túlnyomó része magántulajdonba került. Dolgozói tulajdon szerzésére (MRP) csak minimális lehetőség nyílt. A privatizálás komoly vagyonvesztéssel járt. Az 1631 milliárd könyv szerinti értékű állami vagyon mindössze 553 milliárd privatizációs bevételt eredményezett. A termelőszövetkezeteket a szövetkezeti földtulajdon adminisztratív megszüntetésével, a vagyon szétosztásával felszámolták.
Az új eredeti tőkefelhalmozás a munkások oldalán is betöltötte szerepét. A korábbi szocialista gazdaság, az állami, tanácsi vállalatok, az ipari és a mezőgazdasági szövetkezetek – az alacsony bérek és a „kapukon belüli munkanélküliség” mellett – a teljes foglalkoztatottság megvalósításával viszonylagos létbiztonságot teremtett a dolgozók számára. A privatizáció során azonban a teljes foglalkoztatottságot tömeges munkanélküliség váltotta fel. Széles rétegek váltak bizonytalan egzisztenciájú, önkizsákmányoló „kényszervállalkozókká". A szakszervezeti mozgalom végletesen meggyengült, a munkások teljesen kiszolgáltatottá váltak a munkaerőpiacon. Az új eredeti felhalmozás ezzel betöltötte funkcióját, a szocialista gazdasági rendszer kudarca után a kapitalizmus helyreállt.
A magyar nemzetgazdaság tőkeszerkezete rendszerváltás utáni átalakulásának egyik legfontosabb tényezője a korrupció volt. A korábbi, az állami tulajdon túlnyomó szerepére épülő tőkeszerkezet meghatározó elemét, az állami vagyont rohamosan apasztotta a korrupció, és ugyanannyival bővült a magángazdaság. A korrupció jelen volt a magángazdaság szereplői között is, nem merül ki abban, de döntő szerepe volt az állami vagyon magánvagyonná alakulásában, mivel az állami tulajdon a politikai változások következtében „gazdátlanná” vált, és erős volt az ideológiai, politikai nyomás a tőkeátcsoportosítás gyorsítására, az erőltetett ütemű privatizációra.
A rendszerváltás korai gazdaságpolitikai, tőkeátcsoportosító eszközei közül kiemelkedtek a felszámolások. 1991-ben nemzetközi mércével mérve is szigorú csőd- és felszámolási törvényt vezettek be Magyarországon. Ennek célja részben a vállalati fizetési sorbanállások megszüntetése és a fizetési fegyelem megszilárdítása volt. A leghatásosabban azonban ez az eszköz a korábbi állami vagyon magánvagyonná alakításában működött, mivel a felszámolási eljárások során, bevetve a korrupciót is, jelentős állami vállalati tőke, valamint a hozzá tartozó piacok és munkaerő került át a magángazdaságba.

## A fogalom kritikája
A polgári közgazdaságtan számos képviselője tagadja az eredeti tőkefelhalmozás elméletét. Joseph Schumpeternek, a 20. század egyik legjelentősebb közgazdászának liberális gazdasági elmélete szerint a piac a gazdaság minden szereplőjének pontosan annyit juttat vissza, amennyivel az hozzájárult a gazdaság teljesítményéhez. A tőkések azok az emberek, akik a leginkább hajlamosak a megtakarításra és sikerük titka ebben rejlik. Szerinte a piacgazdaságnak nincsenek belső ellentmondásai, csak külső veszélyek, támadások fenyegethetik.

## Fordítás
- Ez a szócikk részben vagy egészben  a   Primitive accumulation of capital című angol Wikipédia-szócikk ezen változatának fordításán alapul.  Az eredeti cikk szerkesztőit annak laptörténete sorolja fel. Ez a jelzés csupán a megfogalmazás eredetét és a szerzői jogokat jelzi, nem szolgál a cikkben szereplő információk forrásmegjelöléseként.
- Ez a szócikk részben vagy egészben  az   Ursprüngliche Akkumulation című német Wikipédia-szócikk ezen változatának fordításán alapul.  Az eredeti cikk szerkesztőit annak laptörténete sorolja fel. Ez a jelzés csupán a megfogalmazás eredetét és a szerzői jogokat jelzi, nem szolgál a cikkben szereplő információk forrásmegjelöléseként.